# Porter Dương
Porter Lynn Dương là nữ diễn viên người Mỹ gốc Việt. Cô được biết đến nhiều nhất với vai Hiền định kỳ qua bộ phim This Is Us của NBC.

## Thân thế
Porter chào đời tại San Jose, California trong một gia đình người Việt Nam. Cô tốt nghiệp Đại học California ở Davis chuyên ngành tâm lý học.

## Sự nghiệp
Porter khởi đầu sự nghiệp diễn xuất của mình qua bộ phim độc lập mang tên Touch mà nhờ đó giành được giải Nữ diễn viên chính xuất sắc nhất tại Liên hoan phim Quốc tế Boston. Cô xuất hiện trong phim Thung lũng Silicon của HBO (vai Gina), qua nhiều tập của chương trình This Is Us (vai Hiền) và Ringer. Cô còn tham gia diễn xuất qua nhiều vở hài kịch ngắn và loạt phim web của các ngôi sao Youtube như Wong Fu Productions (Flashbackattack và Meet The Kayak) và The Fung Brothers (18 Types of Asian Girls). 